# 사랑의 가족 (텔레비전 프로그램)
《사랑의 가족》은 KBS 1TV에서 매주 토요일 오전 11시 10분 ~ 낮 12시에 방송 중인 장애인들을 전하는 교양 프로그램이다.

## 기획 의도
우리 사회의 같은 구성원이자 우리 이웃, 우리 가족인 장애인의 삶, 희망 등을 진솔한 시선으로 전하는 프로그램

## 방송 시간
현재 방송 시간은 2024년 4월 27일 기준으로 하며 2018년부터 오프닝 멘트는 방송 30분 이후에 시작한다.
※ 1993년 10월 24일부터 2004년 10월 30일까지, 2014년 11월 8일부터 매주 주 1회에 방송·편성 중이다.
※ 2004년 11월 1일부터 2014년 10월 31일까지 10년 동안 매주 월 ~ 수(주 3회), 월 ~ 목(주 4회), 월 ~ 금(주 5회) 등에 방송·편성되었다.
| 방송 채널 | 방송 기간                           | 방송 시간                           | 방송 분량 |
| --------- | ----------------------------------- | ----------------------------------- | --------- |
| KBS 2TV   | 1993년 10월 24일 ~ 1995년 2월 19일  | 매주 일요일 아침 7시 30분           | 30분      |
| KBS 2TV   | 1995년 2월 26일 ~ 1996년 10월 13일  | 매주 일요일 아침 6시 40분           | 30분      |
| KBS 2TV   | 1996년 10월 20일 ~ 1997년 3월 2일   | 매주 일요일 아침 6시 50분           | 30분      |
| KBS 2TV   | 1999년 5월 1일 ~ 1999년 10월 16일   | 매주 토요일 오전 11시 15분          | 40분      |
| KBS 2TV   | 1999년 10월 23일 ~ 2000년 4월 29일  | 매주 토요일 낮 12시 20분            | 40분      |
| KBS 2TV   | 2000년 5월 6일 ~ 2000년 10월 7일    | 매주 토요일 낮 12시 30분            | 30분      |
| KBS 2TV   | 2000년 10월 14일 ~ 2001년 2월 3일   | 매주 토요일 낮 12시 30분            | 45분      |
| KBS 2TV   | 2001년 2월 10일 ~ 2002년 3월 30일   | 매주 토요일 낮 12시 25분            | 45분      |
| KBS 2TV   | 2004년 11월 1일 ~ 2004년 12월 30일  | 매주 월요일 ~ 목요일 오후 5시 30분  | 20분      |
| KBS 2TV   | 2005년 1월 3일 ~ 2005년 4월 28일    | 매주 월요일 ~ 목요일 오후 5시 40분  | 20분      |
| KBS 2TV   | 2005년 5월 2일 ~ 2005년 12월 1일    | 매주 월요일 ~ 목요일 오후 4시 5분   | 25분      |
| KBS 2TV   | 2005년 12월 5일 ~ 2007년 4월 26일   | 매주 월요일 ~ 목요일 오후 4시       | 30분      |
| KBS 2TV   | 2011년 1월 3일 ~ 2011년 11월 4일    | 매주 월요일 ~ 금요일 오후 5시       | 30분      |
| KBS 2TV   | 2011년 11월 7일 ~ 2012년 2월 23일   | 매주 월요일 ~ 목요일 오후 5시       | 1시간     |
| KBS 2TV   | 2012년 2월 27일 ~ 2013년 12월 27일  | 매주 월요일 ~ 금요일 오전 11시 20분 | 30분      |
| KBS 2TV   | 2013년 12월 30일 ~ 2014년 10월 31일 | 매주 월요일 ~ 금요일 오전 11시 15분 | 30분      |
| KBS 1TV   | 1997년 3월 9일 ~ 1997년 10월 19일   | 매주 일요일 아침 6시 30분           | 30분      |
| KBS 1TV   | 1997년 10월 26일 ~ 1999년 4월 25일  | 매주 일요일 아침 7시                | 30분      |
| KBS 1TV   | 2002년 4월 7일 ~ 2004년 4월 25일    | 매주 일요일 오전 11시 30분          | 30분      |
| KBS 1TV   | 2004년 5월 1일 ~ 2004년 10월 30일   | 매주 토요일 오전 11시 30분          | 30분      |
| KBS 1TV   | 2007년 4월 30일 ~ 2009년 4월 16일   | 매주 월요일 ~ 목요일 오후 4시 10분  | 25분      |
| KBS 1TV   | 2009년 4월 20일 ~ 2010년 12월 29일  | 매주 월요일 ~ 수요일 오후 4시 10분  | 30분      |
| KBS 1TV   | 2014년 11월 8일 ~ 2015년 5월 9일    | 매주 토요일 오전 11시               | 1시간     |
| KBS 1TV   | 2015년 5월 16일 ~ 2016년 10월 22일  | 매주 토요일 오전 11시               | 55분      |
| KBS 1TV   | 2016년 10월 29일 ~ 2016년 11월 26일 | 매주 토요일 오전 11시 5분           | 55분      |
| KBS 1TV   | 2016년 12월 3일 ~ 2017년 5월 27일   | 매주 토요일 낮 1시                  | 40분      |
| KBS 1TV   | 2017년 6월 8일 ~ 2020년 6월 25일    | 매주 목요일 낮 1시                  | 50분      |
| KBS 1TV   | 2020년 7월 4일 ~ 2024년 4월 20일    | 매주 토요일 낮 1시 5분              | 55분      |
| KBS 1TV   | 2024년 4월 27일 ~ 현재              | 매주 토요일 오전 11시 10분          | 50분      |

## MC
| 기수 | 진행자           | 진행자       | 진행 기간                          | 비고          |
| 기수 | 남성             | 여성         | 진행 기간                          | 비고          |
| ---- | ---------------- | ------------ | ---------------------------------- | ------------- |
| 1기  | 빈칸             | 최영미(12기) | 1993년 10월 24일 ~ 1996년 3월 10일 |               |
| 2기  | 빈칸             | 오영실       | 1996년 3월 17일 ~ 1999년 10월 16일 |               |
| 3기  | 박현우           | 최영미(12기) | 1999년 10월 23일 ~ 2001년 2월 3일  |               |
| 4기  | 박현우           | 신윤주       | 2001년 2월 10일 ~ 2002년 5월 4일   |               |
| 5기  | 박현우           | 최원정       | 2002년 5월 11일 ~ 2003년 11월 2일  |               |
| 6기  | 박현우           | 박사임       | 2003년 11월 9일 ~ 2004년 4월 25일  |               |
| 7기  | 박현우           | 윤지영(24기) | 2004년 5월 1일 ~ 2004년 10월 30일  |               |
| 8기  | 강원래           | 윤지영(24기) | 2004년 11월 1일 ~ 2007년 4월 26일  |               |
| 9기  | 강원래           | 김성은(19기) | 2007년 4월 30일 ~ 2011년 11월 4일  |               |
| 10기 | 박마루           | 정다은(34기) | 2011년 11월 7일 ~ 2012년 2월 23일  |               |
| 11기 | 강원래           | 정다은(34기) | 2012년 2월 27일 ~ 2013년 4월 5일   |               |
| 11기 | 박마루           | 정다은(34기) | 2012년 2월 27일 ~ 2013년 4월 5일   |               |
| 12기 | 박마루           | 김성은(19기) | 2013년 4월 8일 ~ 2014년 5월 16일   | [ 7 ]         |
| 13기 | 성세정           | 김성은(19기) | 2014년 5월 19일 ~ 2014년 5월 23일  | [ 8 ]         |
| 14기 | (故)이성민(21기) | 김성은(19기) | 2014년 5월 26일 ~ 2014년 12월 27일 | [ 10 ]        |
| 15기 | (故)이성민(21기) | 윤지영(24기) | 2015년 1월 3일 ~ 2016년 4월 23일   | [ 11 ]        |
| 16기 | 오언종           | 윤지영(24기) | 2016년 4월 30일 ~ 2018년 5월 17일  | [ 13 ] [ 14 ] |
| 17기 | 장웅             | 윤지영(24기) | 2018년 5월 24일 ~ 2024년 1월 20일  | [ 16 ] [ 17 ] |
| 18기 | 최시중(23기)     | 김보민(29기) | 2024년 2월 10일 ~ 현재             |               |

## 구성

### 아름다운 사람들(휴먼) · 색다른 도전 ·끝까지 간다

#### 아름다운 사람들(휴먼)
장애가 있지만 의욕적과 활동적으로 살아가는 우리 시대 모범적인 희망을 주는 장애인을 발굴 취재.

#### 색다른 도전
지체장애인 김춘봉씨가 각 종목별 스포츠를 체험해 보는 코너

#### 끝까지 간다
장애인들의 불편사항들을 제보해서 개선하는 코너

## 결방 사유 및 편성 변경
※ 주 3~5회 이상 방송은 이하 2004년 ~ 2014년 해당 연도 에피소드 목록 결방 참조
2015년
- 3월 28일 : 오전 9시 30분 ~ 낮 12시 제31회 코오롱 고교구간 마라톤 중계방송 관계로 결방
- 6월 6일 : 《현충일》 특집 편성 관계로 오전 10시 35분 ~ 11시 25분 현충일 특집다큐 발굴추적 한강전투의 숨은 영웅들, 11시 25분 ~ 11시 55분 <이욱정 PD의 요리인류 키친> 2연속 연이어 편성 관계로 결방
- 8월 8일 : 11시 ~ 11시 5분 세계인 스페셜(재), 오전 11시 5분 ~ 11시 55분 방학 특선 다큐 공감(재)(화면해설)<슈퍼맨 아빠의 일곱 번째 봄> 2연속 연이어 편성 관계로 결방
- 8월 15일 : 11시 30분 ~ 낮 12시 50분 뿌리깊은 미래 70년의 기적, 이렇게 이루어졌다 이후 광복절 특집 편성 관계로 결방

2016년
- 2월 6일 : 2016 설특집 <내 친구는 일곱살> 특집 편성 관계로 결방
- 3월 26일 : 오전 9시 20분 ~ 낮 12시 코오롱 구간마라톤대회 편성 관계로 결방
- 5월 14일 : 부처님오신날 특집 관련 부처님오신날 봉축법요식[수화] 중계방송 관계로 결방
- 6월 25일 : 오전 10시 6'25 제66주년 호국영령추모식[수화] 편성 이후 10시 40분 625 특집다큐 11시 30분 먼바다 거믄땅(재) 3연속 편성 관계로 결방
- 8월 6일 : 아침 7시 50분 ~ 11시 40분 《2016 리우 올림픽》개막식 최장기간 편성, 1140 리우, 우리별을 꿈꾸다(재) 연이어 편성 관계로 결방
- 8월 13일 : 오전 9시 40분 ~ 11시 35분 2016 리우 올림픽 -핸드볼(여) 조예선 <대한민국:프랑스> , 11시 35분 ~ 낮 12시에 코리안 지오그래픽 플러스 연이어 특집 관계로 결방
- 9월 3일 : 방송의 날 특집 관계로 오전 11시 ~ 11시 25분 코리아 지오그래픽 플러스(재), 11시 25분 ~ 11시 55분 영상앨범 산[화면해설](재) 연이어 결방
- 9월 17일 : 추석특집 관계로 《도전!미(未)라클 레시피》오전 10시 35분 ~ 11시 30분 편성, 11시 30분 ~ 낮 12시의 추석특선 영상앨범 산(재)[화면해설] 관계로 결방
- 10월 8일 : 《특집 대국민 나눔 프로젝트 십시일반》 특집 편성 관계로 결방
- 10월 15일 : 대국민 나눔프로젝트 십시일반 특집 편성 관계로 결방
- 12월 24일 : 낮 12시 10분 국악 한마당, 1시 30분 한국인의 팔도밥상 관계로 결방
- 12월 31일 : 낮 12시 10분 ~ 오후 1시 50분 KBS 국악대상 국악 관련 특집편성 관계로 결방

2017년
- 3월 11일 : KBS 뉴스특보 [수어] (오전 11시 ~ 오후 1시) 《박근혜》 前 대통령 퇴거 이후 1시 ~ 1시 50분의 사람과 사람들(재방송) 관계로 결방
- 6월 1일 : 《4차 산업혁명 특선 - 미래 신산업, 플라스마가 뜬다》 특집 편성 관계로 결방
- 10월 5일 : 2017년 추석특집 관계로 1시 5분 ~ 2시 <힐링다큐 2부작 나무야 나무야> 특집 관계로 결방

2018년
- 2월 15일 : 평창올림픽 중계방송 관견 <평창올림픽 라이브> 중계방송 관계로 결방
- 3월 1일 : 31절 특집 관계로 낮 12시 10분 다큐 이방인의 3.1운동 2편, 1시 5분 이웃집 찰스 (재방송) 관계의 사이로 결방
- 8월 23일 : 여기는 자가르타 중계방송 관계로 결방
- 8월 30일 : 낮 12시 10분 ~ 오후 2시의 여기는 자가르타 중계방송 관계로 결방
- 9월 20일 : KBS 뉴스특보 [수어] (낮 12시 ~ 오후 2시) 《제3차 남북정상회담》뉴스특보 관련 관계로 결방

2019년
- 2월 28일 : KBS 뉴스특보 [수어] 《2019 북미 정상회담 평화로 가는길》 낮 12시 ~ 오후 5시 55분 최장시간 뉴스특보 관련 관계로 결방
- 8월 1일 : KBS의 비상체제로 ‘휴가철을 맞은 혹서기 편성’으로 최대 적자로 재정 위기 상황을 맞아 《특집 다큐 레디 액션》 관계로 결방

2021년
- 7월 24일, 8월 7일 : 2020 도쿄 올림픽 중계방송으로 인한 2회 씩 결방
- 8월 1일 : 도쿄 올림픽 중계방송으로 인하여 다음 요일 일요일로 방송시간 오후 2시 40분 ~ 3시 45분까지 55분 간 방송시간 변경

2022년
- 12월 31일 : 2022 KBS 국악대상

2023년
- 9월 30일 : 2022항저우아시안게임 중계방송으로 인한 결방
- 10월 7일 : 2022항저우아시안게임 중계방송으로 인한 결방
- 12월 30일 : 2023 KBS 국악대상 인하여 오후 1시 40분 ~ 오후 2시35분까지 55분 간 방송시간 변경

2024년
- 1월 27일 : 1210 ~ 1515 2024 강원 동계청소년 올림픽 중계방송으로 인한 결방
- 2월 3일 : 2명 중 1명의 임시 이씨 이지연(1986년생 37기 아나운서) 아님 → 이윤정 아나운서 (공채 46기) 아나운서로 임시 여자MC 변경함
- 2월 10일 : 설특집 2명 모두 중 남자 윤인구 아나운서 아님 → 최시중 아나운서로 변경, 이지연 1986년생 37기 아나운서 아님 → 김보민 아나운서로 변경함
- 12월 7일 : 윤석열 대통령 탄핵안 KBS뉴스특보 로 인한 결방
- 12월 14일 : 윤석열 대통령 탄핵안 KBS뉴스특보 로 인한 결방

2025년
- 2월 8일 : 2025 하얼빈 아시안 게임 중계방송으로 인한 결방
- 4월 12일 : 다큐 인사이트 재방송 편성으로 인한 결방
- 4월 19일 : 4.19혁명 기념식 편성으로 인한 결방

## 수상 경력
- 제31회(2004년) 한국방송대상 특수대상 우수작품상